# Ann-Christin Nykvist
Ann-Christin Nykvist (* 4. April 1948 in Stockholm) ist eine schwedische sozialdemokratische Politikerin.
Nach ihrer Ausbildung an der Handelshochschule Stockholm arbeitete sie längere Zeit als Ökonomin. 1994 begann sie ihre staatliche Laufbahn als Staatssekretärin. Von 1999 bis 2002 war Ann-Christin Nykvist Generaldirektorin einer Wirtschaftsbehörde, welche die Einhaltung des schwedischen Wettbewerbsrechts überwacht. Vom 21. Oktober 2002 bis zur Ablösung der sozialdemokratischen Regierung durch die bürgerliche Allianz-Regierung am 6. Oktober 2006 war sie Landwirtschaftsministerin im Kabinett Persson.